# Parque nacional del Bosque de Day
El parque nacional del Bosque de Day (del francés: Parc national de la Forêt de Day) está ubicado en Yibuti. Protege una área forestal importante en un mar de semi-desierto, con al menos cuatro especies conocidas de plantas endémicas, que incluye especies como: Juniperus Procera, Olea Africana, Buxus Hildebrantii, y Tarchonanthus Camphoratus.
El bosque y el medio ambiente en su conjunto ha estado bajo amenaza durante mucho tiempo: ochenta y ocho por ciento del Bosque de Day se ha perdido en los últimos dos siglos, y más del veinte por ciento de la pérdida se ha producido en los últimos cincuenta años.